# Natalia Kowalska (kierowca)
Natalia Kowalska (ur. 31 grudnia 1989 w Koszalinie) – polska zawodniczka startująca w wyścigach samochodów otwartych, w latach 2010–2011 występująca w Formule 2.

## Przebieg kariery

### Początki kariery
W 1999 r. otrzymała licencję kartingową. Starty rozpoczęła w Kartingowych Mistrzostwach Polski w kategorii Kadet 60, w pierwszym sezonie startów zajmując 9. miejsce. W następnym sezonie kontynuowała starty w tej kategorii zajmując 14. miejsce. W 2001 r. wystartowała w 2 wyścigach kategorii Kadet 60 i zadebiutowała w kategorii ICA Junior w Kartingowych Mistrzostwach Polski w Koszalinie zajmując 2. miejsce. W 2002 r. po raz pierwszy wystartowała w kategorii Intercontinental A Junior podczas Margutti Trophy w Parmie, zajęła także 2. miejsce w Memoriale im. Kazimierza Krotoskiego w Poznaniu, została także, po 2 wygranych i 4 pole position wicemistrzem Polski. Rok później zajęła 5. miejsce w Mistrzostwach Polski, zaliczyła także start w kategorii ICA Junior w Margutti Trophy. W 2004 r. zaliczyła starty w kategorii Intercontinental A Narodowa zajmując 3. miejsce, Wygrała także w Pucharze PZM. W 2005 roku startowała w kategoriach Intercontinental A Narodowa i Intercontinental A, w obu zdobyła tytuł mistrzowski. Rok później rozpoczęła starty w niemieckiej serii kartingowej Rotax Max Challenge. Odbyła także testy w Formule BMW 2.0.

### Lata 2006–2009
We wrześniu 2006 r. odbyła swoje pierwsze testy w Formule Renault 2.0, na torze Hungaroring, odbyła testy z austriackim zespołem Penker Racing. Odbyła także pełny cykl testów jesienno-zimowych ze szwajcarskim zespołem Jenzer Motorsport. W 2007 r. podpisała kontrakt z zespołem SL Formula Racing na starty w Formule Renault 2000 NEC. Na zaproszenie zespołu Renault brała udział w Roadshow w Warszawie. W 2008 r. odbyła testy w Formule 3, po czym przeniosła się do USA by tam rywalizować w serii Star Mazda. Początkowo startowała w zespole Walko Racing, aby po dwóch wyścigach przenieść się do zespołu Andersen Racing. Po długiej przerwie spowodowanej brakiem funduszy odbyła testy z zespołem JD Motorsport w Formule Master.

### Formuła 2
Na początku grudnia 2009 r. uczestniczyła w testach Formuły 2. Dzięki wsparciu firm AT Kearney i Cyfra+ 1 kwietnia 2010 r. Organizatorzy potwierdzili jej udział w tej serii w sezonie 2010.
W sezonie 2010 startowała w całym cyklu Formula Two FIA, jako pierwszy polski kierowca wyścigowy w historii polskiego motosportu. Była pierwsza Polką i jedyną kobieta w stawce w sezonie 2010 roku. Zdobyła w sezonie 3 punkty, a w kilku wyścigach zajmowała miejsca tuż za punktowaną Top 10.
Wprowadziła swoją jazdą do wyścigów tej serii, bardzo dużo elementów agresywności i widowiskowości, co było podkreślane przez komentatorów stacji Eurosport. Spektakularny w jej wykonaniu był wyścig w Portimao, gdzie goniąc stawkę przez większą część wyścigu, zdołała awansować na punktowaną pozycję.
W sezonie 2011 wystartowała tylko w dwóch rundach. Wycofała się z rywalizacji z powodu kontuzji prawej ręki. Przeszła dwie operacje tej kończyny, a przez następne 12 miesięcy rehabilitowała ją, dochodząc do pełnej sprawności w sezonie 2012.

### Porsche Supercup
Na początku 2012 roku wzięła udział w otwartym naborze do zespołu Verva Racing Team. Nie przeszła jednak do drugiego etapu. Twierdzi, że było to z powodu niesprawiedliwego traktowania kobiet przez organizatora naboru, Verva Racing Team i Orlen. Wywołało to kontrowersje, które zauważyły niektóre strony poświęcone sportom motorowym.

## Edukacja
W 2008 roku ukończyła I Liceum Ogólnokształcące im. St. Dubois w Koszalinie. Od 2009 roku jest studentką angielskojęzycznego wydziału BBA Management na Akademii Leona Koźmińskiego w Warszawie.

## Wyniki w Formule 2
| Sezon | Zespół            | Samochód       | Wyniki w poszczególnych eliminacjach | Wyniki w poszczególnych eliminacjach | Wyniki w poszczególnych eliminacjach | Wyniki w poszczególnych eliminacjach | Wyniki w poszczególnych eliminacjach | Wyniki w poszczególnych eliminacjach | Wyniki w poszczególnych eliminacjach | Wyniki w poszczególnych eliminacjach | Wyniki w poszczególnych eliminacjach | Wyniki w poszczególnych eliminacjach | Wyniki w poszczególnych eliminacjach | Wyniki w poszczególnych eliminacjach | Wyniki w poszczególnych eliminacjach | Wyniki w poszczególnych eliminacjach | Wyniki w poszczególnych eliminacjach | Wyniki w poszczególnych eliminacjach | Wyniki w poszczególnych eliminacjach | Wyniki w poszczególnych eliminacjach | Punkty | Miejsce |
| ----- | ----------------- | -------------- | ------------------------------------ | ------------------------------------ | ------------------------------------ | ------------------------------------ | ------------------------------------ | ------------------------------------ | ------------------------------------ | ------------------------------------ | ------------------------------------ | ------------------------------------ | ------------------------------------ | ------------------------------------ | ------------------------------------ | ------------------------------------ | ------------------------------------ | ------------------------------------ | ------------------------------------ | ------------------------------------ | ------ | ------- |
| 2010  | MotorSport Vision | Williams JPH1B | SIL1                                 | SIL2                                 | MAR1                                 | MAR2                                 | MON1                                 | MON2                                 | ZOL1                                 | ZOL2                                 | ALG1                                 | ALG2                                 | BRH1                                 | BRH2                                 | BRN1                                 | BRN2                                 | OSC1                                 | OSC2                                 | VAL1                                 | VAL2                                 | 3      | 19      |
| 2010  | MotorSport Vision | Williams JPH1B | 14                                   | 12                                   | NU                                   | 11                                   | NU                                   | 14                                   | NU                                   | 11                                   | 10                                   | 9                                    | 15                                   | 13                                   | NU                                   | 14                                   | NW                                   | NW                                   | NS                                   | 16                                   | 3      | 19      |